# ليندا تورو
ليندا تورو (بالإنجليزية: Linda Tuero)‏ مواليد 21 أكتوبر 1950 في لويزيانا، الولايات المتحدة، هي لاعبة كرة مضرب أمريكية سابقة بدأت مسيرتها كمحترفة سنة 1972 وكانت تلعب باليد اليمنى، اعتزلت اللعب في 1973. أعلى تصنيف لها كان 10.

## روابط خارجية
- ليندا تورو على موقع رابطة محترفات التنس (الإنجليزية)
- ليندا تورو على موقع الاتحاد الدولي لكرة المضرب (الإنجليزية)
- ليندا تورو على موقع كأس بيلي جين كينغ (الإنجليزية)
- ليندا تورو على موقع خلاصة التنس.كوم (الإنجليزية)